# Механизированный корпус РККА
Механизированный корпус — основное оперативно-тактическое соединение подвижных войск Красной армии.
Сокращённое наименование — мк, также в литературе встречается сокращение — мехкорпус, и наименование мотомеханический корпус. Сначала мк являлся самостоятельным оперативным соединением, способным во взаимодействии с артиллерией, авиацией, мотострелками прорывать оборону противника на всю глубину и стремительно развивать оперативный успех. В 1938 году механизированные корпуса РККА переформированы в танковые корпуса (тк), а в конце 1939 года — начале 1940 года, на основании опыта, полученного РККА, произошло очередное изменение, а именно в сторону уменьшения наибольшей организационно-штатной структуры автобронетанковых войск — танковые корпуса были расформированы и танковые бригады, входящие в них, приняли статус отдельных. Тогда же было принято решение, что самым крупным соединением в автобронетанковых войсках станут моторизованные дивизии, которые стали создаваться в мае 1940 года. Но уже в июле 1940 года, на основе сведений, полученных из Франции, были вновь созданы мехкорпуса (1940—1941 годов), как общевойсковое соединение РККА, для «глубокого потрясения фронта противника». К началу Великой Отечественной войны мк состоял из управления, двух танковых, одной моторизованной дивизии и других подразделений и частей обеспечения. Танковые дивизии, входящие в его состав, были сформированы на основе отдельных танковых бригад. Часть личного состава и командных кадров поступали из расформированных кавалерийских формирований. Моторизованные дивизии создавались на базе стрелковых. Мехкорпуса, как правило, находились в окружном (с началом войны — фронтовом) подчинении, реже — входили в состав армий в качестве ударной силы. К началу войны наибольшее их количество находилось в подчинении командования Юго-Западного фронта. Значительные потери в начале войны, а также намечаемое перемещение танковой промышленности на восток и ожидаемый спад производства вынудили в июле 1941 года Советское Главное Командование принять решение о расформировании мехкорпусов, которое было завершено в начале сентября 1941 года. Но в 1942 году успехи танковой промышленности вновь создали предпосылки для сформирования крупных бронетанковых соединений, что совпадало с требованием фронта. Весной 1942 года началось формирование танковых корпусов, а летом приступили к формированию и механизированных корпусов. Созданные бронетанковые соединения значительно отличались от мехкорпусов образца 1940—1941 годов. Мехкорпуса, как и танковые, образца 1942 года имели бригадный состав. После войны в РККА снова перешли от бригадно-корпусной организации бронетанковых войск к дивизионно-полковой. К окончанию Великой Отечественной войны РККА ВС Союза ССР имела в своём составе 14 мехкорпусов. За мужество и героизм личного состава девяти из них были присвоены почётные звания «Гвардейский» (Гв.). 10 июля 1945 года Приказом Наркома Обороны Союза ССР № 0013 танковые и механизированные корпуса были преобразованы в танковые и механизированные дивизии с сохранением присвоенных им войсковых номеров, почётных и именных наименований, орденов и боевых знамён.
Должностная штатная категория командира механизированного корпуса — генерал-лейтенант танковых войск.

## История

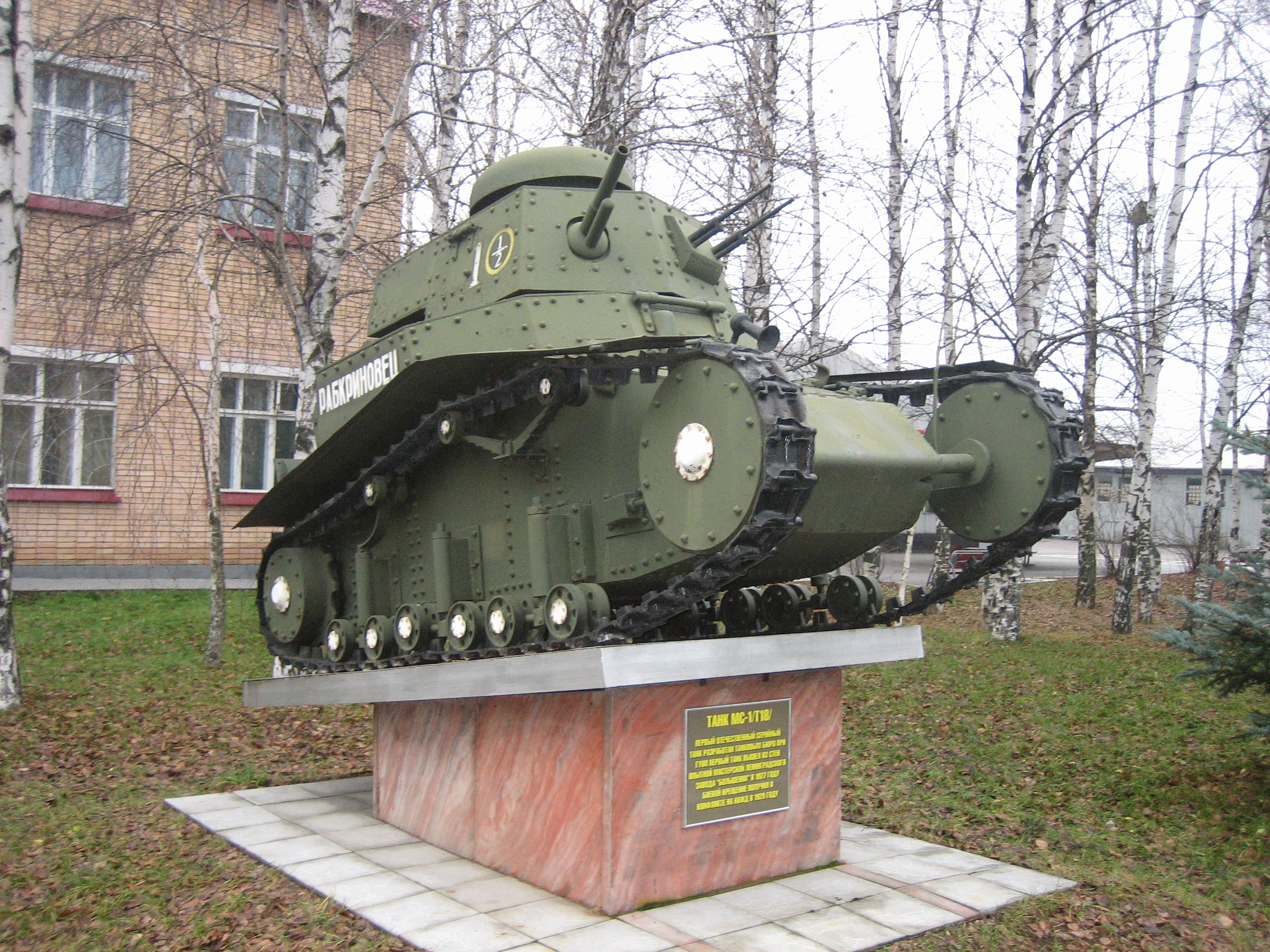
Музейный МС-1, несущий окраску и тактический знак образца 1929 года.

Успехи оборонной промышленности СССР в конце 1920-х годов позволили начать моторизацию и механизацию РККА, сначала подразделений, а позже частей и соединений Красной Армии и Флота.

Постановлением Совета Труда и Обороны от 1 августа 1931 года была принята так называемая большая танковая программа, которая исходила из того, что технические достижения в области танкостроения в СССР «создали прочные предпосылки к коренному изменению общей оперативно-тактической доктрины по применению танков и потребовали решительных организационных изменений автобронетанковых войск в сторону создания высших механизированных соединений, способных самостоятельно решать задачи как на поле сражения, так и на всей оперативной глубине современного боевого фронта»— А. И. Радзиевский, «Танковый удар», М., Воениздат, 1977 год
В 1929 году в СССР было создано Центральное управление механизации и моторизации РККА и сформирован первый опытный механизированный полк, развёрнутый в 1930 году в первую механизированную бригаду в составе танкового, артиллерийского, разведывательных полков и подразделений обеспечения. Бригада имела 110 основных танков МС-1 и 27 орудий и предназначалась для исследования вопросов оперативно-тактического применения и наиболее выгодных организационных форм механизированных соединений.
В соответствии с постановлением РВС СССР, от 11 марта 1932 года, в Союзе ССР впервые в мире были созданы два механизированных корпуса. В Ленинградском военном округе на базе 11-й стрелковой дивизии сформирован 11-й механизированный корпус, а в Украинском военном округе на базе 45-й стрелковой дивизии — 45-й механизированный корпус. Механизированные корпуса формирования 1932 года представляли собой самостоятельное оперативное соединение, включавшее две механизированные и одну стрелково-пулемётную бригады, отдельный зенитно-артиллерийский дивизион и насчитывавшее свыше 500 танков и 200 автомобилей.
Название «Механизированные» было закреплено в 1932 году во временном наставлении механизированных войск РККА, которое называется «Вождение и бой самостоятельных механизированных соединений».
В 1934 году управление 11-го механизированного корпуса с одной механизированной бригадой и частями корпусного подчинения было передислоцировано в Забайкалье. На основе двух оставшихся в Ленинградском военном округе бригад этого корпуса был сформирован 7-й механизированный корпус. Одновременно в Московском военном округе на базе 1-й механизированной бригады имени Калиновского был развёрнут 5-й механизированный корпус.
В 1938 году, в связи с переходом на новые штаты (с 3-танковых взводов на 5-танковые), все механизированные соединения и части, включая и все 4 корпуса, были переименованы в танковые с изменением нумерации. 5-й механизированный корпус (Московский ВО) стал 15-м танковым корпусом, 7-й механизированный (Ленинградский ВО) — 10-м танковым, 11-й механизированный (Забайкальский ВО) — 20-м танковым и 45-й механизированный (Киевский ВО) — 25-м танковым корпусом.
К началу 1939 года имелось четыре танковых корпуса, но в ноябре 1939 года, вследствие оценки опыта применения танковых частей в Испании и событий лета — осени, руководством РККА принято решение о расформировании танковых корпусов до февраля 1940 года. После чего, танковые бригады, входившие в них, приняли статус отдельных. Тогда же было принято решение, что самым крупным бронетанковым соединением станут моторизованные дивизии, которые стали создаваться в мае 1940 года.
Но начавшаяся Вторая Мировая война и, особенно, французская кампания 1940 года вновь подтвердили решающую роль механизированных ударных соединений, что соответствовало концепции «глубокой наступательной операции», принятой в РККА, в которой роль ударной силы отводилась механизированным корпусам. Поэтому уже в начале лета 1940 года высшее политическое и назначенное новое высшее военное руководство (в лице маршала Тимошенко С. К.) приняло решения изменить свои же постановления полугодичной давности о расформировании танковых корпусов и вновь приступить к сформированию механизированных корпусов, содержащих уже более чем в два раза больше танков, чем прежние танковые. Вновь создаваемые корпуса должны были быть не бригадного, а дивизионного состава.

СНК СССР постановляет: 

1. Утвердить организацию механизированного корпуса в составе двух танковых дивизий, моторизованной дивизии, мотоциклетного полка, одной авиаэскадрильи, дорожного батальона и батальона связи корпуса. Механизированному корпусу придать одну авиабригаду в составе 2-х ближнебомбардировочных и одного истребительного авиаполков. 

2. Утвердить организацию танковой дивизии механизированного корпуса и отдельной танковой дивизии в составе: 

а) 2-х танковых полков по одному батальону тяжелых танков (в каждом), 2-х батальонов средних танков и батальону огнемётных танков в каждом полку; 

б) одного моторизованного полка в составе 3-х стрелковых батальонов и одной 6-орудийной батареи полковой артиллерии; 

в) одного артиллерийского полка в составе 2-х дивизионов: одного дивизиона 122-мм гаубиц и одного дивизиона 152-мм гаубиц; 

г) зенитного дивизиона, разведывательного батальона, мостового батальона и тыловых частей обслуживания… 

3. Моторизованную дивизию иметь в составе и организации, утверждённой постановлением Комитета Обороны от 22 мая 1940 г. № 215сс. 

4. Утвердить штатную численность: 

а) управления механизированного корпуса с мотоциклетным полком на мирное время — 2 662 человек, и на военное время — 2 862 человек; 

б) танковой дивизии на мирное время — 10 943 человек, и на военное время — 11 343 человек; 

в) моторизованной дивизии на мирное время — 11 000 человек, на военное время — 12 000 человек. 

5. Всего в РККА иметь 8 механизированных корпусов и 2 отдельные танковые дивизии, всего 8 управлений мехкорпусов с мотоциклетным полком и корпусными частями, 18 танковых дивизий и 8 моторизованных дивизий … ."— Постановление СНК СССР № 1193-464сс, от 6 июля 1940 года.
9 июля 1940 года НКО СССР утвердил план воссоздания первых восьми механизированных корпусов. 4 октября НКО доложил Политбюро ЦК ВКП(б) о завершении формирования восьми мехкорпусов, восемнадцати танковых дивизий и восьми моторизованных дивизий. К 1 декабря 1940 года в РККА было девять мехкорпусов и сорок пять танковых бригад.
В феврале — марте 1941 года началось сформирование ещё двадцати одного мехкорпуса, 8 марта на заседании Политбюро были утверждены их командиры. В апреле 1941 года в связи с формированием пяти управлений воздушно-десантных корпусов и десяти противотанковых бригад управление 29-го мехкорпуса было расформировано. Входящие в его состав 57 и 61 тд и 82 мд стали отдельными.
Мехкорпуса, как правило, находились в окружном (с началом Великой Отечественной войны — фронтовом) подчинении, реже — входили в состав армий в качестве ударной силы. К началу Великой Отечественной войны наибольшее их количество находилось в подчинении командования Юго-Западного фронта. Значительные потери в начале Великой Отечественной войны, а также намечаемое перемещение танковой промышленности на восток и ожидаемый спад производства вынудили в июле 1941 года Советское Главное Командование принять решение о расформировании мехкорпусов, которое было завершено в начале сентября 1941 года. Но в 1942 году успехи танковой промышленности вновь создали предпосылки для формирования крупных бронетанковых соединений, что совпадало с требованием фронта. Весной 1942 года началось формирование танковых корпусов, а летом приступили к формированию и механизированных корпусов. Созданные бронетанковые соединения значительно отличались от мехкорпусов образца 1940—1941 годов. Мехкорпуса, как и танковые, образца 1942 года имели бригадный состав.

## Состав

### Штат механизированного корпуса и механизированной бригады на 1932 год
По решению РВС СССР от 11 марта 1932 года, сформированы 11-й и 45-й механизированные корпуса, каждый, состоял из:
- управления
- механизированной бригады на танках Т-26:
  - управление
  - три танковых батальона
  - стрелково-пулемётный батальон
  - артиллерийский дивизион
  - сапёрный батальон
  - зенитно-пулемётная рота
- механизированной бригады на танках БТ (состав тот же)
- стрелково-пулемётной бригады
- разведывательного батальона
- сапёрного батальона
- огнемётного батальона
- зенитно-артиллерийского дивизиона
- роты регулирования движения
- технической базы
- авиационного отряда

### Штат механизированного корпуса на 1935 год
По новой организационно-штатной структуре, утверждённой 28 декабря 1935 года, мехкорпус состоял из:
- управления
- двух мехбригад, оснащенных 384 танками БТ
- стрелково-пулемётной бригады
- отдельного танкового (разведывательного) батальона
- батальона связи.

Всего в мехкорпусе помимо танков БТ полагалось иметь 63 танкетки, 52 огнемётных танка, 20 артиллерийских орудий, 1 444 автомашины и 8 965 человек личного состава.

### Штат механизированного корпуса и моторизированной дивизии на 1940 год
Механизированный корпус РККА по штатам, утверждённым постановлением СНК СССР, от 6 июля 1940 года, имел следующий состав:
- управление
- две танковые дивизии, в каждой по два танковых, одному моторизированному и артиллерийскому полку,
  - а также подразделения боевого и материального обеспечения,

На вооружении каждая танковая дивизия имела 413 танков, в том числе
- КВ — 105 единиц,
- Т-34 — 210 единиц,
- БТ-7 — 26 единиц,
- Т-26 — 18 единиц,
- химических (Т-26) — 54 единицы,
- 91 бронеавтомобиль,
- 40 орудий (12 — 152 мм гаубиц, 12 — 122 мм гаубиц, 4 — 76-мм полковых пушек, 12 — 37-мм зенитных пушек);
- 45 миномётов (18 — 82 мм, 27 — 50 мм)

- моторизованная дивизия, имеющая по штату от 22 мая 1940 года:

- БТ-7 — 258 единиц,
- плавающих Т-37/38/40 — 17 единиц,
- 51 бронеавтомобиль (18 БА-10, 33 БА-20);
- 86 орудий (12 — 152-мм гаубиц, 16 — 122-мм гаубиц, 8 — 76-мм полковых, 8 — 76-мм дивизионных, 4 — 76-мм зенитных пушек, 8 — 37-мм зенитных орудия, 30 — 45-мм пушек);
- 72 миномёта (12 — 82-мм, 60 — 50-мм);
- 1587 автомашин;
- 128 тракторов;
- 159 мотоциклов;

- мотоциклетный полк (17 БА-10, 6 45-мм ПТО и 6 тягачей Т-20, 24 50-мм миномета);
- отдельный батальон связи (6 танков БТ-7рад, 5 БА-10рад и 5 БА-20рад);
- отдельный дорожный батальон
- авиационная эскадрилья.

### Штат механизированного корпуса на 1941 год
В 1941 году изменённый (перед войной) состав корпуса по штату военного времени включал:
- 36 080 человек личного состава;
- 1 031 танк различного типа (из них 126 тяжёлых, 420 средних, 316 БТ-7, 44 Т-26 и 108 химических, 17 плавающих);
- 152 бронеавтомобиля БА-10;
- 116 бронеавтомобиля БА-20;
- 100 полевых орудий (36 — 152-мм гаубиц, 40 — 122-мм гаубиц, 8 — 76-мм дивизионных пушек, 16 — 76-мм полковых пушек);
- 36 противотанковых;
- 36 зенитных орудий (4 — 76-мм, 32 — 37-мм);
- 57 зенитных пулеметных установок (24 — 12,7-мм, 33 — счетверённые 7,62-мм пулемёты на автомобильном шасси);
- 186 миномётов (из них 48 — 82-мм, 138 — 50-мм);
- 5165 автомобиля;
- 352 арттягачей или тракторов;
- 1710 мотоциклов;
- 15 самолетов (9 Су-2, 6 У-2).

### Штат механизированного корпуса на 1943 год

8-й гвардейский механизированный корпус в 1945 г.

К концу 1943 года в состав механизированного корпуса входили:
- Управление (штаб) корпуса;
- три механизированные бригады;
- танковая бригада;
- один — два самоходно-артиллерийских полка ;
- миномётный полк;
- зенитный полк;
- артиллерийский полк;
- истребительно-противотанковый артиллерийский полк;
- отдельный гвардейский миномётный дивизион реактивной артиллерии;
- части обеспечения и обслуживания.

Штатный состав корпуса включал:
- Личный состав:

- всего 16 369 человек.

- Вооружение:

- 246 танков и самоходно-артиллерийских установок (САУ) (Т-34 — 176, Т-70 — 21, САУ — 49);
- 252 орудия и миномёта;
- свыше 1 800 автомашин.

## Формирования

### Механизированные корпуса (время формирования)
- 5-й механизированный корпус, 5 мк (I) (1932 год, переформирован в 1938 году в 15 тк);
- 7-й механизированный корпус, 7 мк (I) (1932 год, переформирован в 1938 году в 10 тк);
- 11-й механизированный корпус, 11 мк (I) (1932 год, переформирован в 1938 году в 20 тк);
- 45-й механизированный корпус, 45 мк (1932 год — 5 апреля 1938 года, переформирован в 25-й танковый корпус (формирования 1938 года), 25 тк (5 апреля 1938 года — 1 февраля 1940 года).);

После реорганизации механизированных и танковых частей с лета 1940 года были сформированы или находились в стадии сформирования следующие мехкорпуса:
- 1-й механизированный корпус, 1 мк (9 июля 1940 года), управление корпуса — Псков, ЛенВО. В составе: 1 тд, 3 тд, 163 мд, 5 мцп;
- 2-й механизированный корпус, 2 мк (9 июля 1940 года), Тирасполь, ОдВО. В составе: 11 тд, 16 тд, 15 мд, 6 мцп;
- 3-й механизированный корпус, 3 мк (9 июля 1940 года), Каунас, ПрибВО, 11 А. В составе: 2 тд, 5 тд, 84 мд, 1 мцп;
- 4-й механизированный корпус, 4 мк (9 июля 1940 года), Львов, КОВО, 6 А. В составе: 8 тд, 32 тд, 81 мд, 3 мцп;
- 5-й механизированный корпус, 5 мк (9 июля 1940 года), разъезд № 77 (Борзя) в Читинской обл., ЗабВО, 16 А. В составе: 13 тд, 17 тд, 109 мд, 8 мцп;
- 6-й механизированный корпус, 6 мк (9 июля 1940 года), Белосток, ЗОВО, 10 А. В составе: 4 тд, 7 тд, 29 мд, 4 мцп;
- 7-й механизированный корпус, 7 мк (9 июля 1940 года), Москва, МВО. В составе: 14 тд, 18 тд, 1 мд, 9 мцп;
- 8-й механизированный корпус, 8 мк (9 июля 1940 года), Дрогобыч, КОВО, 26 А. В составе: 12 тд, 34 тд, 7 мд, 2 мцп;
- 9-й механизированный корпус, 9 мк (1 декабря 1940 года), Новоград-Волынский, КОВО. В составе: 20 тд, 35 тд, 131 мд, 32 мцп;
- 10-й механизированный корпус, 10 мк (февраль — март 1941 года), Новый Петергоф, ЛенВО, 23 А. В составе: 21 тд, 24 тд, 198 мд, 7 мцп;
- 11-й механизированный корпус, 11 мк (февраль — март 1941 года), Волковыск, ЗОВО, 3 А. В составе: 29 тд, 33 тд, 204 мд, 16 мцп;
- 12-й механизированный корпус, 12 мк (февраль — март 1941 года), Елгава, ПОВО, 8 А. В составе: 23 тд, 28 тд, 202 мд, 10 мцп;
- 13-й механизированный корпус, 13 мк (февраль — март 1941 года), Бельск-Подляски, ЗОВО, 10 А. В составе: 25 тд, 31 тд, 208 мд, 18 мцп;
- 14-й механизированный корпус, 14 мк (февраль — март 1941 года), Кобрин, ЗОВО, 4 А. В составе: 22 тд, 30 тд, 205 мд, 20 мцп;
- 15-й механизированный корпус, 15 мк (февраль — март 1941 года), Броды, КОВО, 6 А. В составе: 10 тд, 37 тд, 212 мд, 25 мцп;
- 16-й механизированный корпус, 16 мк (февраль — март 1941 года), Каменец-Подольск, КОВО, 12 А. В составе: 15 тд, 39 тд, 240 мд, 19 мцп;
- 17-й механизированный корпус, 17 мк (февраль — март 1941 года), Барановичи, ЗОВО. В составе: 27 тд, 36 тд, 209 мд, 22 мцп;
- 18-й механизированный корпус, 18 мк (февраль — март 1941 года), Аккерман (с 1944 г. Белгород-Днестровский), ОдВО. В составе: 44 тд, 47 тд, 218 мд, 26 мцп;
- 19-й механизированный корпус, 19 мк (февраль — март 1941 года), Бердичев, КОВО. В составе: 40 тд, 43 тд, 213 мд, 21 мцп;
- 20-й механизированный корпус, 20 мк (февраль — март 1941 года), Борисов, ЗОВО. В составе: 26 тд, 38 тд, 210 мд, 24 мцп;
- 21-й механизированный корпус, 21 мк (февраль — март 1941 года), Идрица, МВО. В составе: 42 тд, 46 тд, 185 мд, 11 мцп;
- 22-й механизированный корпус, 22 мк (февраль — март 1941 года), Ровно, КОВО, 5 А. В составе: 19 тд, 41 тд, 215 мд, 23 мцп;
- 23-й механизированный корпус, 23 мк (февраль — март 1941 года), Воронеж, ОрВО. В составе: 48 тд, 51 тд, 220 мд, 27 мцп;
- 24-й механизированный корпус, 24 мк (февраль — март 1941 года), Староконстантинов, КОВО. В составе: 45 тд, 49 тд, 216 мд, 17 мцп;
- 25-й механизированный корпус, 25 мк (февраль — март 1941 года), Харьков, ХВО. В составе: 50 тд, 55 тд, 219 мд, 12 мцп;
- 26-й механизированный корпус, 26 мк (февраль — март 1941 года), Армавир, СКВО. В составе: 52 тд, 56 тд, 103 мд, 28 мцп;
- 27-й механизированный корпус, 27 мк (февраль — март 1941 года), Мары, САВО. В составе: 9 тд, 53 тд, 221 мд, 31 мцп;
- 28-й механизированный корпус, 28 мк (февраль — март 1941 года), Ереван, ЗакВО. В составе: 6 тд, 54 тд, 236 мд, 13 мцп;
- 29-й механизированный корпус, 29 мк (февраль — март 1941 года), н. п. Баян-Тэрэм, Монголия, ЗабВО, 17 А. В составе: 57 тд, 61 тд, 82 мд, 36 мсд, 57 мсд;
- 30-й механизированный корпус, 30 мк (февраль — март 1941 года), с. Монастырище, Приморский край, ДВФ, 1 А. В составе: 58 тд, 60 тд, 239 мд, 29 мцп.

В ходе войны были созданы механизированные корпуса второго формирования:
- 1-й механизированный корпус (26 сентября 1942).
- 2-й механизированный корпус (6 октября 1942 — 25 июля 1943) — преобразован в 7-й гвардейский механизированный корпус.
- 3-й механизированный корпус (15 октября 1942 — 10 сентября 1943) — преобразован в 8-й гвардейский механизированный корпус.
- 4-й механизированный корпус (24 октября 1942 — 18 декабря 1942) — преобразован в 3-й гвардейский механизированный корпус.
- 5-й механизированный корпус (30 октября 1942 — 12 сентября 1944) — преобразован в 9-й гвардейский механизированный корпус.
- 6-й механизированный корпус (19 декабря 1942 — 9 января 1943) — преобразован в 5-й гвардейский механизированный корпус.
- 7-й механизированный корпус (15 октября 1943).
- 8-й механизированный корпус (12 ноября 1943).
- 9-й механизированный корпус (13 сентября 1943).
- 10-й механизированный корпус (9 августа 1945).

### Гвардейскиемк(гв.мк) (сформирование, база)
За особые заслуги личного состава 6-ти мк были присвоены почётные звания Гвардейские (еще три получили звание гвардейских по преемственности -  формировались из гвардейских стрелковых дивизий):
- 1-й гвардейский механизированный корпус (приказ НКО СССР № 00220 от 22 октября 1942 года[11], 1-я гвардейская стрелковая дивизия);
- 2-й гвардейский механизированный корпус (приказ НКО СССР № 00220 от 22 октября 1942 года, 22-я гвардейская стрелковая дивизия);
- 3-й гвардейский механизированный корпус (приказ НКО СССР № 394 от 18 декабря 1942 года, 4-й механизированный корпус);
- 4-й гвардейский механизированный корпус (приказ НКО СССР № 13 от 9 января 1943 года, 13-й танковый корпус);
- 5-й гвардейский механизированный корпус (приказ НКО СССР № 14 от 9 января 1943 года, 6-й механизированный корпус);
- 6-й гвардейский механизированный корпус (приказ НКО СССР № ?? от ?? 1943 года, 3-я гвардейская мотострелковая дивизия и 49-я механизированная бригада);
- 7-й гвардейский механизированный корпус (приказ НКО СССР № 0404 от 26 июля 1943 года, 2-й механизированный корпус);
- 8-й гвардейский механизированный корпус (приказ НКО СССР № 306 от 23 октября 1943 года, 3-й механизированный корпус);
- 9-й гвардейский механизированный корпус (приказ НКО СССР № 0306 от 12 сентября 1944 года, 5-й механизированный корпус);

## После войны
После Великой Отечественной войны в РККА ВС Союза ССР снова перешли от бригадно-корпусной организации бронетанковых войск к дивизионно-полковой. К окончанию Великой Отечественной войны РККА ВС СССР имела в своём составе 14 мехкорпусов. За мужество и героизм личного состава проявленные в боях против захватчиков из объединённой Европы девяти из них были присвоены почётные звания «Гвардейский» (Гв.).
10 июля 1945 года Приказом Наркома Обороны Союза ССР № 0013 танковые и механизированные корпуса были преобразованы в механизированные и танковые дивизии с сохранением присвоенных им войсковых номеров, почётных и именных наименований, орденов и боевых знамён. Начиная с 10 июня 1945 года все механизированные корпуса и часть стрелковых дивизий были переведены на штат механизированных дивизий (сокращённое наименование — мехд). Механизированные корпуса реформировались в механизированные дивизии путём преобразования бригад в полки. За период с июня 1945 года по  август 1946 года было создано 60 механизированных дивизий. Механизированный полк по составу отличался от прежнего стрелкового полка РККА, прежде всего включением танкового батальона. Стрелковые батальоны в механизированных полках были переименованы в мотострелковые.